# Chiloporter eatoni
Chiloporter eatoni is een haft uit de familie Ameletopsidae. De wetenschappelijke naam van de soort is voor het eerst geldig gepubliceerd in 1931 door Lestage.
De soort komt voor in het Neotropisch gebied.